# AMステレオ放送

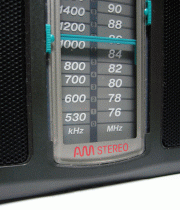
AMステレオ受信機 赤く描かれたAMステレオ対応を示すロゴタイプが見える（ソニーSRF-A300）

AMステレオ放送（エーエムステレオほうそう）の記事では、AMラジオ放送（AM方式による中波放送）のステレオ化に関するトピックについて述べる。研究自体は2波を利用するものまで含めればオーディオのステレオ化の初期からあったが、1波による実用的な方式の機材が一般的に利用可能になったのは1980年代以降であった。日本では1990年代に開始されたものの、10年程度で新規導入局や一般向けの対応受信機は発売されなくなるなど、中波ラジオ放送としては一過性のブームの域を出ない展開ではあったが、局あるいは中継機材のステレオ対応は、その後の中波ラジオ以外へのサイマル放送で活用されているものも見られる。

## 日本における概要
日本では1991年にC-QUAM方式（振幅変調#モトローラ方式を参照）を標準に採用しての実施が決定され、1992年3月15日に東京放送（TBS）、文化放送（QR）、ニッポン放送（LF）、毎日放送（MBS）、朝日放送（ABC）の民放5局で開始した。大阪放送（OBC）は新社屋完成を待って1993年から開始した。これらの当初実施局に続き、10局前後の地方民放局がステレオ化した。
当初は「AMラジオの最初で最後の進化」「AMラジオのFM化」と言われプロ野球中継にて臨場感を高めたことや音楽番組のステレオ放送目的、トーク番組などで流れる音楽が開始前と比べて多くなった。AMステレオ放送に関する放送局の設備は送信機・ステレオエキサイタ・AMステレオモニターなどで構成され、電波の送出においてモノラルとステレオをスイッチで切り替えることが可能な設備もある。
当初の盛り上がりの後、継続的な普及に入ることは無く、結果的に導入したのは大都市中波局と実施当時民放FM局がなかった岡山県の山陽放送や和歌山県の和歌山放送など計16局に留まり、札幌テレビ放送（STVラジオ）が1996年10月7日に開始したのが最後の新規採用事例となった。その後、音楽番組の聴取率不振やNHKが導入を見送った影響で多くの民放局で実施に至らず、すでにAMステレオを実施している民放局も一部を除いて親局のみで行う。
2000年代後半以降、モトローラ社がAMステレオ放送維持に必要な送信機（ラジオマスター）等を2000年代半ばまでに打ち切った事や、放送事業者の経営合理化、放送局の送信機更新の際にAMステレオ放送維持のための装置が2000年代半ばまでに生産終了になったこと、AMステレオ受信機は割高であったため普及しなかったなどの理由にてモノラル放送に戻す事例も続いており、九州朝日放送が2007年4月1日に終了、熊本放送が2008年9月28日に終了、毎日放送と北海道放送が2010年2月28日に終了、朝日放送が2010年3月14日に終了、STVラジオが2010年3月28日に終了、RKB毎日放送が2010年5月30日に終了、TBSラジオが2011年1月30日に終了、中国放送が2011年3月13日に終了、山陽放送が2011年3月27日に終了、文化放送が2012年2月5日に終了、東海ラジオが2012年5月13日にラジオマスター更新に際してAMステレオ放送を終了、CBCラジオが2021年1月10日に終了、ニッポン放送が2024年3月31日に終了しモノラル放送に戻した。2024年4月時点におけるAMステレオ放送実施局はラジオ大阪・和歌山放送の2局のみとなっている。
日本では放送開始より前の1991年10月にアイワが初の対応機を出しソニーがそれに続いた。その他のメーカーからも対応機は出たが、数年後にはアイワ以外からの新製品はほとんど無くなった。アイワはその後も継続していたが、2002年1月にソニーに吸収合併された後は対応した新機種は無くなった。2013年をもって既存対応機種も全て生産を終了し、同年末までに販売終了になった。
日本で普及・定着しなかった原因として、次の理由が挙げられている。
- 日本放送協会（NHK）がこの放送方式の導入を見送ったこと。
  - 放送法においてNHKは「日本全国に均一な放送をする」義務が定められており、全国47都道府県全てにAMステレオ放送を導入すると莫大な経費がかかる（特にステレオ放送対応の送信機が高額とされている。中継回線使用料は仮に実施した場合でもほとんど影響しなかった[注 2]）とされたため[注 3]。
  - 既にNHK-FMでステレオ放送を行っておりNHK中波放送の聴取者は高齢層が多かったためにAMステレオ放送を生かせる番組が少ないとされ[注 4]、中波でのステレオ放送は不要と判断したため[注 5]。
- 全ての中継局をステレオ化すると回線使用料が割高になること[注 6]。
- AMステレオ放送を開始するとステレオ聴取可能エリアがモノラルに比べて狭まることで広告料金低下を嫌う営業部門からの反発があること[9]。
- 放送設備のステレオ化対応やメンテナンスに多額の費用がかかること[注 7]。
- 普通のモノラル受信機に対して、AMステレオ受信機は値段が割高なこと[2][注 8]や受信するためのICチップを生産しているメーカーが少ないこと[10]。
- AMステレオでは安定して受信できない場合があること。夜間、韓国や北朝鮮などの近隣諸国の局との混信の影響やAM受信環境全般が年々悪化傾向であること[11]など。

以上のような理由で日本ではAMステレオ放送は定着しなかったが、以下のような手段でAM放送の番組をステレオで聴取可能である。
- radiko（インターネットストリーミングを利用したサイマル配信）[注 9]。2010年に試験配信から実用化（実際にAMラジオの番組がradikoで高音質のステレオ音声で聴けるようになっている）。
- FM補完中継局（ワイドFM）によるAMとのサイマル放送。
- ワンセグ2サービスによるAMのサイマル放送[注 10]。
- かつては地上デジタルラジオ[注 11]によるAMラジオのサイマル放送の実用化が控えていた。

## 沿革
- 1926年11月 - アメリカ電信電話会社（現：AT&T）のP.K.ポッターが、直交変調方式の特許を取得。
- 1958年から1959年頃 - アメリカでWABC、WCBS、WNBC、KDKAの計4局がAMステレオの実験放送を行う[12]。
- 1959年1月 - 全米ステレオ委員会（NSRC）設置。
- 1960年頃 - アメリカFCC（連邦通信委員会）、AMステレオ放送の申請を却下。
- 1962年7月21日 - 日本のTBSラジオがJO2KRのコールサインで番組終了後の深夜にAM-FM方式による、ステレオ実験放送を行い[12]以後、1964年まで実施した。
- 1970年5月 - メキシコXETRA局がカーン方式（ISB方式）で、実験放送を約3年間実施した。
- 1975年9月 - AMステレオ放送の実施に向け、全米AMステレオ委員会（NAMSRC）が設置される。その後、NAMSRCにより実験放送が行われ討議される。実験放送を行ったのは加盟する放送局の一部の局である。
- 1977年12月 - NAMSRCが、アメリカFCCに、報告書を提出する。
- 1978年 - NAMSRCの報告を受け、アメリカFCCはAMステレオの標準方式としてモトローラ、カーン、マグナボックス、ベラー、ハリスの全5方式を選定する。このアメリカFCCの選定を受け、これらの5方式によって再度、NAMSRCにより実験放送が行われ討議される。実験放送は翌年まで行われた。この時も実験放送を行ったのは、それに加盟している放送局の一部の局である。
- 1979年
  - NAMSRC、AMステレオ方式の標準方式として、マグナボックス方式を選定。アメリカFCCに報告書を提出。
  - メキシコで、カーン方式による、AMステレオの実用化試験放送が始まる。
- 1980年4月 - アメリカFCC、AMステレオ方式の標準方式としてマグナボックス方式を仮決定する。
- 1981年 - アメリカFCC、方式決定に際して放送局の技術者や他のメーカの反発が強かったため、マグナボックス方式採用の仮決定を撤回して再度選定を行う。
- 1982年
  - 3月 - アメリカFCC、AMステレオの標準方式として選定した5方式全部を全て認可して自由競争に任せる決定をした。
  - 7月 - アメリカのKDKA、KTSAの2局がカーン方式による全米初のAMステレオ放送を開始。
  - アメリカ大手カーラジオメーカーであるデルコ社が、搭載するAMステレオチューナーの方式にモトローラ方式を採用。この決定が、アメリカでのモトローラ方式の大幅な普及と他の国への標準化に大きな影響を及ぼすこととなる。
- 1984年
  - 10月 - オーストラリアでAMステレオの標準方式として、モトローラ方式が採用される。
  - 12月 - ハリス社が、モトローラ方式の放送システムを製造販売するライセンス契約をモトローラ社と締結。これによりハリス方式は事実上、市場から撤退することとなった。
- 1986年1月 - 日本で中波ステレオ放送の方式決定、実用化に当り中波ステレオ放送の地上波実験を開始して1991年頃まで継続した。
- 1991年
  - 4月 - 日本、郵政省の電気通信技術審議会が技術条件を郵政大臣に答申[13]。モトローラ方式に。
  - 10月18日 - 日本、郵政省が省令改正案を電波監理審議会に諮問[13]
  - 10月 - 日本国内向け初のAMステレオ受信機、高級CDラジカセのアイワCSD-SR80が発売される。
- 1992年
  - 1月16日 - 日本、中波ステレオ放送を制度化[14]。
  - 3月15日 - 9時、TBSラジオ、文化放送、ニッポン放送、毎日放送、朝日放送が一斉にAMステレオ放送の本放送を開始する。
  - 4月1日 - 福岡県のRKB毎日放送、九州朝日放送がAMステレオ放送を開始。
  - 4月4日 - 愛知県（中京広域圏）のCBCラジオ（当時はテレビ・ラジオ兼営局の中部日本放送）、東海ラジオがAMステレオ放送を開始。
  - 8月1日 - 北海道放送が、AMステレオ放送を開始（札幌放送局のみ）。
  - 10月1日 - 広島県の中国放送が、AMステレオ放送を開始。
  - 10月5日 - 岡山県の山陽放送（現・RSK山陽放送）が、AMステレオ放送を開始。
- 1993年
  - 3月29日 - ラジオ大阪が新社屋移転にあわせて、AMステレオ放送を開始。
  - 10月1日 - 熊本放送が、AMステレオ放送を開始。
  - アメリカFCC、自由競争の結果、モトローラ方式をAMステレオの標準方式とする決定を下す。
- 1996年
  - 7月14日 - 和歌山放送が、AMステレオ放送を開始。
  - 10月7日 - STVラジオ（当時はテレビ・ラジオ兼営局の札幌テレビ放送）が、AMステレオ放送開始（札幌局のみ。2025年時点で、日本国内最後のAMステレオ化実施）。
- 1999年5月20日 - パイオニアがコンポーネントステレオ向けのAMステレオ放送対応チューナーF-D3を発売開始[15]。
- 2007年4月1日 - 九州朝日放送が日本国内で初めてAMステレオ放送の実施を終了し、翌4月2日より従前のモノラルに戻した。
- 2008年9月28日 - 熊本放送が、AMステレオ放送を終了。
- 2010年
  - 2月28日 - 毎日放送、北海道放送がAMステレオ放送を終了[3]。
  - 3月14日 - 朝日放送が、AMステレオ放送を終了。在阪局で実施しているのはラジオ大阪のみになる。
  - 3月28日 - STVラジオが、AMステレオ放送を終了。
  - 5月30日 - RKB毎日放送が、AMステレオ放送を終了。
- 2011年
  - 1月30日 - TBSラジオが、AMステレオ放送を終了[4][注 12]。
  - 3月13日 - 中国放送広島本局が、AMステレオ放送を終了[16]。
  - 3月20日 - 山陽放送高梁局が、AMステレオ放送を終了[17]。
  - 3月27日 - 山陽放送岡山本局が、AMステレオ放送を終了[17]。
- 2012年
  - 2月5日 - 文化放送が、AMステレオ放送を終了[5]。
  - 5月13日 - 東海ラジオが、AMステレオ放送を終了[6]。
- 2021年1月10日 ‐ CBCラジオが、AMステレオ放送を終了[7]。
- 2024年3月31日 - ニッポン放送が、AMステレオ放送を終了[8][注 13][注 14]。

## 歴史

### 世界
1波によるAMステレオ放送の開発に関する歴史は古く1926年11月、アメリカ電信電話会社（AT&T）のP.K.Potterが直交変調方式（QUAM方式、後のモトローラ方式の基礎となるもの）を発明し特許を取得したことが最初である。
1958年、ステレオ・レコードの発売の同じ年にアメリカでAM放送のステレオ化の提案が行われ、その後WABC、WCBS、WNBC、KDKAの計4局が実験放送を行った。アメリカは同時にFMステレオ放送の標準方式の検討が行われた時期で、AM放送全盛の中で本格的にFM放送の振興を図ろうとする連邦通信委員会（FCC）の思惑があり1960年頃、同委員会はAMステレオ放送の申請を却下した。日本も1962年から2年間、TBSラジオがAM-FM方式によるステレオ放送の実験を放送終了後に行っていた。
その後1970年に入り、アメリカでは高音質のFMステレオ放送が人気をよんだこともありFM放送のリスナー数がAM放送のそれよりも上回るケースが出てきた。これを機に再度、AMのステレオ化が全アメリカのAM各局から叫ばれてそれを実施したいAM局が集まり1975年9月、全米AMステレオラジオ委員会（NAMSRC）が設立された。
AMステレオ方式の標準方式を決めるべく実験放送等を行って検討し、1977年12月に報告書をFCCに提出した。1978年、FCCはこれを受けAMステレオの標準方式を決めるためにカーン方式（ISB方式）、モトローラ方式（C-QUAM方式）、マグナボックス方式（AM-PM方式）、ベラー方式（AM-FM方式）、ハリス方式（VCPM方式）の計5方式を選定。
その後、NAMSRCによって再度実験・討議され、その中から1979年、NAMSRCはマグナボックス方式を標準方式として決定した。これを受けてFCCも1980年4月同方式を標準方式とする仮決定をしたが、その後、この仮決定の理由と内容が不十分だとしてアメリカ商業放送連盟（NAB）の大会等で他のメーカーや関係技術者から反対の声が相次いだことや他のメーカーからの異議申し立てがありこの仮決定は撤回され改めて標準方式の選定に入ったが1982年3月、連邦通信委員会は全ての方式を認可する決定を下し自由競争に任せた。
その後アメリカでは同年7月、アメリカのKDKA、KTSAの2局がカーン方式による全米初のAMステレオ放送の本放送を開始した。しかしその後、アメリカ大手カーラジオメーカーであるデルコ社が搭載するAMステレオチューナーの方式にモトローラ方式を採用（同社はアメリカの大手自動車メーカーであるアメリカGM社、クライスラー社、フォード社等多くの自動車用のチューナーを製造している）。この決定がモトローラ方式を採用するAMラジオ局を多くする契機となった。
これを機に1984年10月にオーストラリアでその後、相次いでAMラジオ放送の標準方式としてモトローラ方式を採用する国が多くなった。またこのことを受けてか同年12月にはハリス社がモトローラ方式の放送システムを製造販売するライセンス契約をモトローラ社と締結したため、ハリス方式は事実上市場から撤退することとなった。
その後、日本、カナダを始め各国でAMステレオの標準方式としてモトローラ方式を採用したり、また全米でも同方式がAMステレオを実施しているほとんどの局に採用される様になったこともあり遂に1993年、FCCはモトローラ方式をAMステレオの標準方式とする決定を下した。
日本では1979年から室内実験が、1986年から地上波で実験が行われ1991年4月、モトローラ方式を標準方式とする決定を下して1992年3月15日9時にモトローラ方式で東京と大阪にある民放5局のTBSラジオ、文化放送、ニッポン放送、毎日放送、朝日放送でステレオ放送がスタートした。

### 日本

#### AMモノラル2波によるステレオから1波ステレオの方式決定まで
日本でのAMステレオ放送の歴史は通常のAMモノラル放送を2波を使ったステレオ放送が1952年12月 - 1965年4月まで行われて人気を集めた。ラジオ#複数の放送波によるステレオ放送（立体放送）に詳述がある。この2波ステレオもFMステレオの登場と共に姿を消した。
日本でも1962年から約2年間、TBSラジオが放送終了後にAM-FM方式によるステレオ放送の実験を行ったが実用化には至らなかった。
日本でAMステレオ放送の気運が高まったのは1979年からで、アメリカのAMステレオ放送の動きに刺激され、NHKを始め民放各社が翌年頃まで室内実験を各地で行った。主な実験として2月に文化放送が室内実験を行い、1980年4月にアメリカFCCがAMステレオの標準方式にマグナボックス方式を採用したことが契機となりニッポン放送が山水電気の協力を受けて同方式による室内実験をマスコミ関係者に公開した。しかし同方式の決定が翌年白紙撤回されるとこの室内実験は行われなくなり、再度アメリカFCCの決定待ちの状況となった。
その後1982年3月のアメリカFCCの5方式全部認可の決定を受け同年、日本民間放送連盟は中波専門部会の中に中波ステレオ放送分科会を設置。アメリカで認可された全5方式について室内実験及び検討を行い、1985年に報告書を発行した。
この報告を受け1986年、放送技術開発協議会（BTA）が前年に行われたつくば万博用の会場に開設された期間限定の中波（AM）ラジオ局「ラジオきらっと」（周波数855kHz、出力1kW、コールサイン：JO2C）の施設を受け継ぎ1988年まで実験放送を行った（AMステレオ実験局になってからは呼出名称は「BTAステレオ実験」に変更された）。
「ラジオきらっと」の技術を担当した文化放送の技術スタッフが引き続きこの実験局に常駐し、出力を変えたりアンテナ特性を変えたりして送受信特性を調査した。またこの時、同期中継のテスト用に中継局「BTAステレオ実験2」（出力10W）の運用試験も行われた。
1988年11月、2年間の実験結果の報告書が郵政省に提出された。その結果は
- アメリカで認可された5方式間に特性の優劣はほとんどない。
- モノラル受信機との両立性はハリス方式を除き、問題はない（この時点で、ハリス方式は既に市場撤退していた）。
- サービスエリア、混信特性等もモノラル放送とほぼ同程度で実用化に十分である。

であった。
郵政省はこの報告を受け1989年1月に電気通信技術審議会（以下電通技審と略す）に対し「中波ステレオに関する技術的条件」について日本の標準方式はどの方式を採用するかということと、技術基準をどのように設定するかを諮問した。
最終的にこの時点でモトローラ方式とカーン方式の2方式に絞られ、その後、東京のNHKラジオ第1、TBSラジオ、文化放送、ニッポン放送の実用送信機を使って実験、評価を行った。その結果、1991年4月、電通技審はモトローラ方式を標準方式とする結果と同放送の技術基準をまとめた報告書を郵政大臣に提出し、モトローラ方式が日本のAMステレオ放送の標準方式となった。
これを受けてその後、電波法省令の改正、中波ステレオ放送に関する技術基準の策定が行われ1992年1月16日に施行されることとなった。

#### 本放送に向けての試験電波発射
1992年初頭の改正された法律施行直後に、郵政省は先ずTBSラジオ、文化放送、ニッポン放送（以上東京）、毎日放送、朝日放送（以上大阪）にAMステレオ放送の予備免許を交付した。
放送されていない月曜日の早朝、およそ2時から4時まで試験電波の発射は行われた。東京では2月9日に文化放送が同放送の試験電波を約15分の短い時間で発射、2月16日にTBSラジオとニッポン放送が続いた。
文化放送は2年間のBTAステレオ実験の技術を担当した経験があってか調整もスムーズに済み、3月2日の試験電波では丹羽孝子アナウンサーによる音楽とおしゃべりによる生放送のDJまで行う程の余裕があった。3月9日の最終試験は、およそ15分のわずかな時間で試験電波発射を終えた。
ニッポン放送も、予定通り調整を終えた。
TBSラジオは独自に制作した、男性アナウンサーによる説明ナレーションの入った約7分のステレオ試験放送用のサンプル番組を繰り返し放送した。左右のレベル調整等に苦労し最終試験の3月9日はステレオ試験電波の半分を調整に費やしたが、試験電波終了日の放送開始前に間に合った。雑誌「ラジオの製作」1992年4月号のカラーページに、2月16日の試験電波放送中の戸田送信所の詳細レポートを掲載している。

#### 本放送開始
1992年3月、前記の東京3局、大阪2局に対し郵政省はAMステレオ放送の本免許を交付した。
最初にAMステレオ放送を開始する放送局5局の申し合わせにより同放送の開始時間は3月15日9時00分に決定された。当初は4月開始で話が進められたが毎日放送が選抜高等学校野球大会のラジオ中継をステレオ放送で行いたい意向を示し、各局もプロ野球の公式戦開幕に合わせて前倒しされた。TBSラジオは浦口直樹アナウンサーが9時までの瞬間を実況、同じ浦口がパーソナリティーの『ポップスベスト10』へ繋いだ。文化放送は9時またぎで特別番組『ステレオ文化放送スペシャル 今日まで、そして今日から 〜Welcome to STEREO!〜』を放送した。9時までのモノラル放送時間帯を土居まさる、9時からのステレオ放送時間帯をケイ・グラントとセーラ・ロウエルが担当した。ニッポン放送は三宅裕司がメインパーソナリティーのステレオ放送開始特番『これがニッポン放送のステレオだ! ステレオオープニングスペシャル』を放送した。朝日放送では当日、阪神甲子園球場での「阪神 - 巨人」のオープン戦をステレオで生放送するところだったが雨天のため中止となり同時間帯は朝日放送のスタジオで毒蝮三太夫らの野球トーク番組に変更となった。
この日、AMステレオの携帯型ラジオとして発売されていたソニーのSRF-M100、アイワのCR-D60の2機種は売り切れ続出で入手困難な状況でニッポン放送は、まだ余剰があり入手できる店舗を聴取者（リスナー）から電話で募り、番組で再度その店舗に在庫確認を行ってその店舗を番組内で紹介し在庫数を知らせた。これらの機種が入手できないことでAMステレオ放送を聴くためにAMステレオ対応のCDラジカセ（アイワCSD-SR80）やステレオミニコンポ（アイワ製）を購入する客もみられた。

#### 衰退期
NHKの中波放送がステレオ放送を実施しなかった事やAMステレオ対応機器を取り扱うメーカーが激減して2000年代後半で数機種しか生産されないなどの理由で、AMステレオ放送は普及・定着しなかった。2007年の九州朝日放送を皮切りにAMステレオ放送を終了するラジオ局が続発している。ステレオ放送に必要な装置が生産を終了し、放送局のメンテナンスに支障が生じたことから、2010年に毎日放送・朝日放送など5局がAMステレオ放送を終了し、2011年にTBSラジオが、2012年には文化放送と東海ラジオが、2021年にCBCラジオが、2024年にニッポン放送がAMステレオ放送を終了した。残る実施局もインターネットラジオのradikoやFM波によるサイマル放送のワイドFMなど、AM放送以外でステレオ放送を行っており、送信設備の更新時にAMステレオ放送の運用を終了するものとみられる。

## 日本における状況

### AMステレオ放送実施局
| 放送局     | 放送対象地域 | 実施期間        | 実施送信局 |
| ---------- | ------------ | --------------- | ---------- |
| ラジオ大阪 | 近畿広域圏   | 1993年3月29日 - | 親局       |
| 和歌山放送 | 和歌山県     | 1996年7月14日 - | 親局       |

#### 過去に実施していた放送局
| 放送局       | 放送対象地域 | 実施期間                      | 実施送信局           |
| ------------ | ------------ | ----------------------------- | -------------------- |
| 北海道放送   | 北海道       | 1992年8月1日 - 2010年2月28日  | 親局                 |
| STVラジオ    | 北海道       | 1996年10月7日 - 2010年3月28日 | 親局                 |
| TBSラジオ    | 関東広域圏   | 1992年3月15日 - 2011年1月30日 | 全局（戸田）         |
| 文化放送     | 関東広域圏   | 1992年3月15日 - 2012年2月5日  | 全局（川口）         |
| ニッポン放送 | 関東広域圏   | 1992年3月15日 - 2024年3月31日 | 全局（木更津）       |
| 東海ラジオ   | 中京広域圏   | 1992年4月4日 - 2012年5月13日  | 親局                 |
| CBCラジオ    | 中京広域圏   | 1992年4月4日 - 2021年1月10日  | 親局                 |
| 毎日放送     | 近畿広域圏   | 1992年3月15日 - 2010年2月28日 | 全局（親局、京都局） |
| 朝日放送     | 近畿広域圏   | 1992年3月15日 - 2010年3月14日 | 全局（親局、京都局） |
| ラジオ大阪   | 近畿広域圏   | 1997年4月1日 - 2023年10月30日 | 京都局               |
| 山陽放送     | 岡山県       | 1992年10月5日 - 2011年3月20日 | 高梁局               |
| 山陽放送     | 岡山県       | 1992年10月5日 - 2011年3月27日 | 親局                 |
| 中国放送     | 広島県       | 1992年10月1日 - 2011年3月13日 | 親局                 |
| 中国放送     | 広島県       | 1994年11月頃 - 2001年10月15日 | 福山・府中局         |
| 中国放送     | 広島県       | 1995年2月頃 - 2001年10月15日  | 三原局               |
| 九州朝日放送 | 福岡県       | 1992年4月1日 - 2007年4月1日   | 親局                 |
| RKB毎日放送  | 福岡県       | 1992年4月1日 - 2010年5月30日  | 親局                 |
| 熊本放送     | 熊本県       | 1993年10月1日 - 2008年9月28日 | 親局                 |

#### IPサイマル配信におけるAMラジオ局のステレオ対応状況
サイマル配信を行っているIPサイマルラジオ「radiko」のビットレートは全局統一でHE-AAC v2 48kbpsのステレオ（着うたフルと同等レベル）を採用している。この再生形式により音声方式の傾向については現在AMステレオ放送を行っている放送局、AMステレオ放送を運用終了してモノラル放送に戻した放送局、元からAMステレオ放送を行なっていない地方放送局、これらのradiko参加放送局の大多数がステレオ音声で配信しているが一部の放送局はモノラル音声による配信となっている。

### 対応機種
日本国内向け製品は大手電機メーカーのほとんどが1990年代後半から2000年代前半にAMステレオ対応機器の生産・販売から撤退した。ほとんどの機種が「FM/AM STEREO」表記あるいはソニーなどは「AM STEREO」といったロゴを冠していた。ポータブル型はデジタル選局（シンセサイザー）式はパナソニック RF-HS90/HS70を最後に2001年をもって、アナログ選局式はソニー SRF-A300を最後に2013年末までに販売終了した。また、単品オーディオコンポーネント用の据置き型チューナーユニットについてもパイオニア（ホームAV機器事業部。現：オンキヨーホームエンターテイメント） F-D3が2013年末までにに販売終了したため、AMステレオ対応チューナーの現行機種は存在しない。